# 费尔米尼亚诺
费尔米尼亚诺（義大利語：Fermignano），是意大利佩萨罗-乌尔比诺省的一个市镇。总面积43.27平方公里，人口8660人，人口密度200.1人/平方公里（2008年）。ISTAT代码为041014。